# Temple Bar (Dublin)

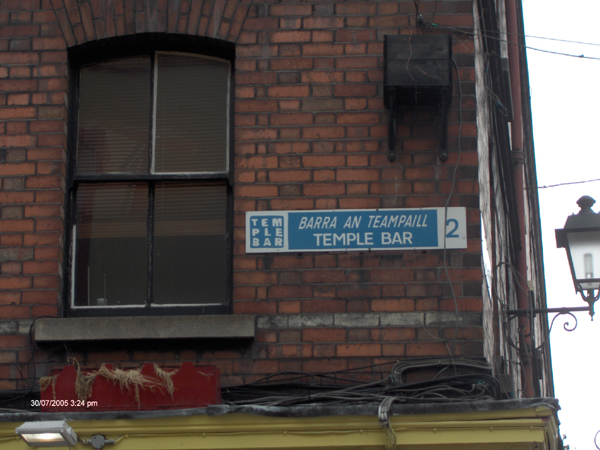
Straatnaambord Temple Bar

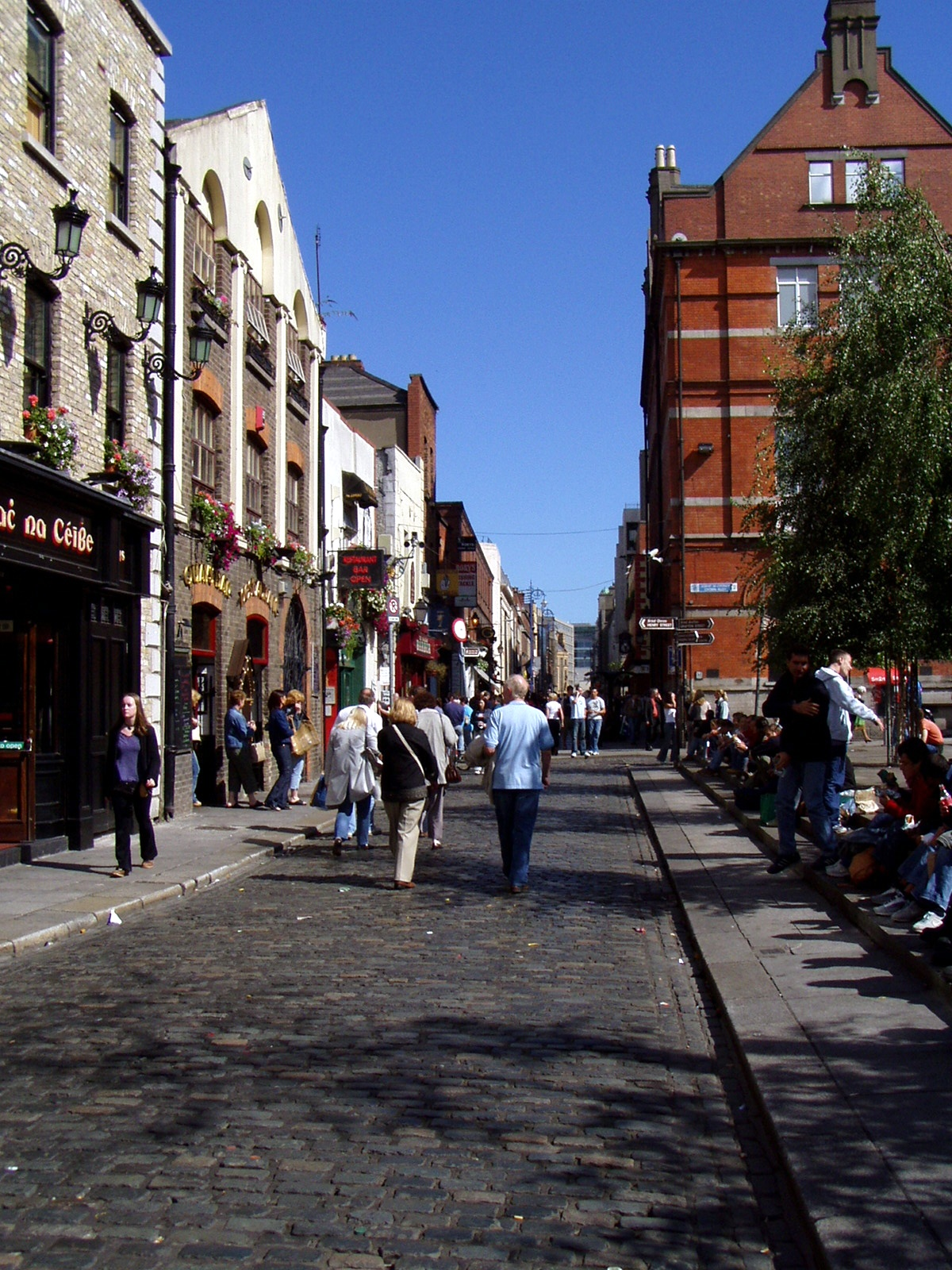
Straatbeeld in Temple Bar

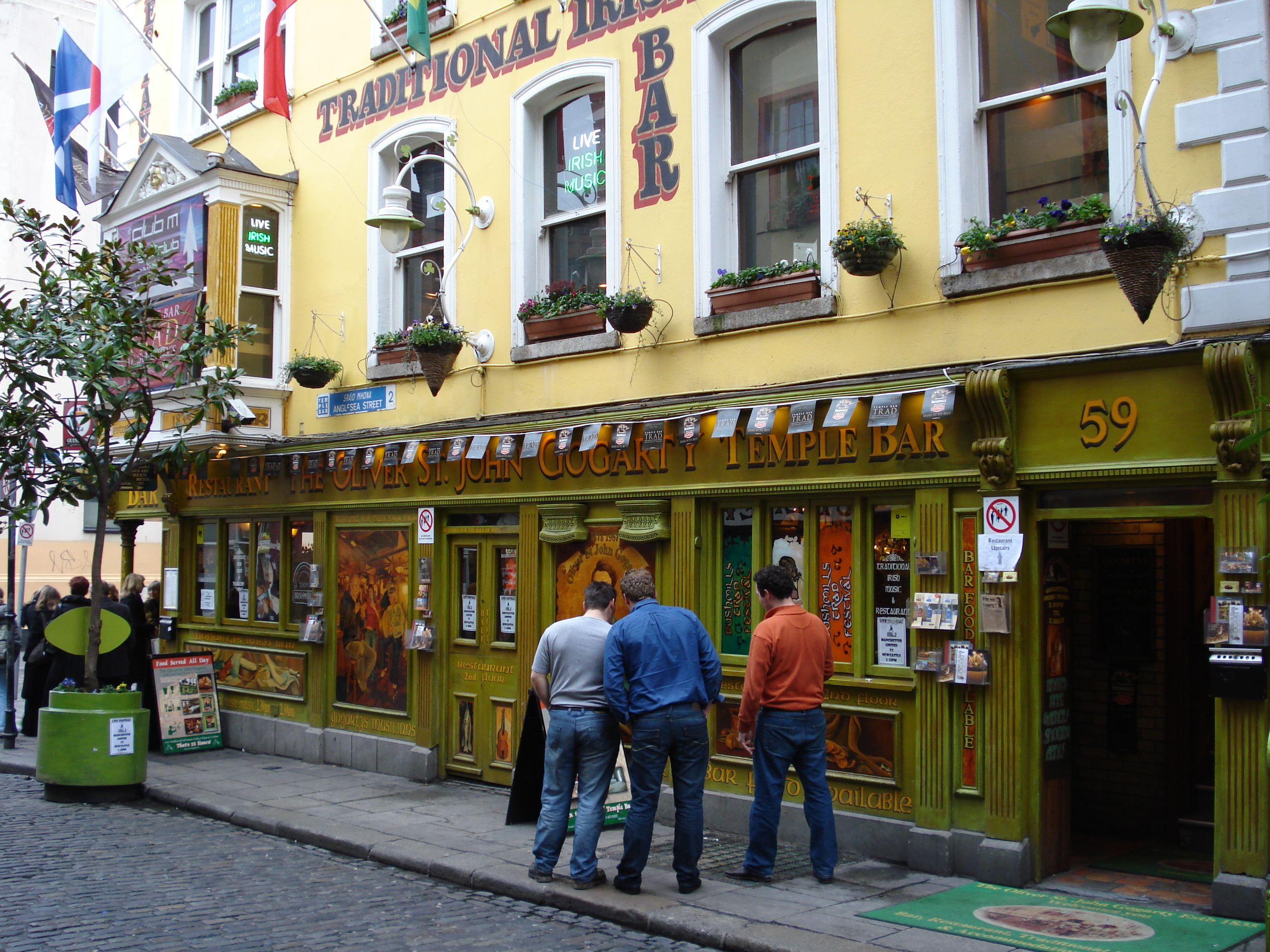
Internationale Ierse pub in Temple Bar

Temple Bar (Iers-Gaelisch: Barra an Teampaill) is een straat en buurt in het centrum van de Ierse hoofdstad Dublin, die bekendstaat om zijn culturele activiteiten en uitgaansleven. De buurt ligt aan de zuidoever van de Liffey en heeft, in tegenstelling tot het merendeel van Dublin, zijn middeleeuwse stratenpatroon behouden. Ook zijn de straatjes nog steeds met klinkers geplaveid.
Temple Bar ligt tussen Westmoreland Street in het oosten, Dame Street in het zuiden, en Fishamble Street in het westen. Er wonen ongeveer 3000 mensen in de buurt. Daarnaast zijn er ettelijke, op toeristen gerichte, pubs en discotheken, naast culturele instellingen als het Ierse Filminstituut en verschillende galeries en tentoonstellingsruimten.
De naam Temple Bar is óf afgeleid van de familie Temple, omdat Sir William Temple, rector van Trinity College hier een huis had, óf afgeleid van de Londense Temple Bar, het westelijkste punt van de City of London. Hoe het ook zij, de buurt werd voor het eerst genoemd op een kaart uit 1673.
Temple Bar beleefde onder andere de eerste uitvoering van de Messiah van Händel, in 1742. Nog altijd wordt de Messiah jaarlijks op dezelfde datum en op dezelfde locatie uitgevoerd. Ook de eerste vergadering van de Ierse revolutionaire beweging Society of United Irishmen, in 1791, vond hier plaats.
Nadat de buurt in de 19e en 20e eeuw in verval was geraakt, werden er in de jaren tachtig door Córas Iompair Éireann plannen gemaakt om de buurt af te breken en er een busstation te bouwen. Hierop volgde veel protest uit de samenleving en als gevolg daarvan werd in 1991 de Temple Bar Properties-onderneming opgericht door de Ierse overheid. Deze onderneming zonder winstoogmerk had als doel de buurt op te knappen en Temple Bar tot cultureel hart van Dublin te laten worden.

Inmiddels heeft de wijk twee gezichten: overdag fungeert hij als cultureel centrum, 's avonds is het vooral wat wel genoemd wordt 'de langste toog van Ierland', wat soms gepaard gaat met de nodige overlast. De gemeente heeft maatregelen getroffen om dit laatste tegen te gaan.
De wijk herbergt een groot aantal culturele instituten, zoals het Irish Photography Centre (waaronder het Dublin Institute of Photography, de National Photographic Archives en de Gallery of Photography), het Ark Children's Cultural Centre, het Irish Film Institute, waaronder het Ierse filmarchief valt, het Temple Bar Music Centre, het Arthouse Multimedia Centre, de Temple Bar Gallery and Studio, het Project Arts Centre en de Gaiety School of Acting.
Er zijn twee nieuwe pleinen opgezet: Meetinghouse Square en Temple Bar Square. Meetinghouse Square wordt in de zomer onder meer gebruikt voor filmvoorstellingen in de open lucht. Sinds de zomer van 2004 bevindt zich hier ook het Speaker's Square project, vergelijkbaar met de Speakers' Corner in Londen. Op Meetinghouse Square wordt op zaterdag de Temple Bar Food Market gehouden. Ook Cow's Lane kent een zaterdagmarkt, die zich vooral richt op mode en design. Temple Bar Square heeft op zaterdag en zondag een boekenmarkt.